# Wyocena (thị trấn), Wisconsin
Wyocena là một thị trấn thuộc quận Columbia, tiểu bang Wisconsin, Hoa Kỳ. Năm 2010, dân số của thị trấn này là 1.644 người.